# Austrelatus wasurensis
Austrelatus wasurensis (лат.) — вид жуков-плавунцов рода Austrelatus из подсемейства Copelatinae (Dytiscidae). Новая Гвинея. Видовое название A. wasurensis дано по месту обнаружения типовой серии (Wasur).

## Распространение
Встречается в Индонезии на острове Новая Гвинея (провинция Папуа, Merauke Regency, Wasur, −07,6756°S, 140,4526°E, на высоте 20—149 м над уровнем моря). В типовом местонахождении вид был собран в неглубоких водоёмах, богатых гнилыми листьями, в окружении влажного саванного леса. Вид встречается совместно с Austrelatus clarkii (Sharp, 1882) и многочисленными видами жуков-плавунцов из трибы Bidessini (Hydroporinae).

## Описание
Мелкие жуки-плавунцы, длина около 6 мм (5,4-6,3) мм. Представителей можно отличить от близких видов по следующей комбинации признаков: надкрылья пёстрые, обычно с короткой срединной красноватой базальной полосой; голова красноватая. Срединная доля гениталий: поверхность левой дорсальной доли с крупными одиночными спинулами, латеральный край левой дорсальной доли простой, нечетковидный. Надкрылья с 11+1 бороздками.